# Hammarby Talangfotbollsförening Herrfotboll
L'Hammarby Talangfotbollsförening Herrfotboll, meglio noto come Hammarby Talang FF o HTFF, è la seconda squadra dell'Hammarby, società calcistica svedese con sede nella città di Stoccolma. Disputa le proprie partite casalinghe all'Hammarby IP.

## Storia

### Prima parentesi (2003-2011)
La squadra nacque per iniziativa della dirigenza dell'Hammarby, che voleva di dare ai propri giovani giocatori l'opportunità di essere introdotti al calcio senior in partite competitive. All'inizio del 2002 venne così avviata una collaborazione con il Pröpa SK, piccolo club militante nella quinta serie nazionale. Inizialmente la squadra mantenne la propria denominazione – pur giocando con le maglie dell'Hammarby – e allo stesso tempo ricevette alcuni giovani della società biancoverde, guidati dall'ex allenatore delle giovanili dell'Hammarby Tommy Davidsson. A fine anno, il Pröpa SK vinse il campionato e salì in quarta serie.
Prima dell'inizio della stagione 2003, il Pröpa SK cambiò il proprio nome in Hammarby Talang FF, spesso abbreviato in Hammarby TFF. Dopo un avvio negativo, la prima stagione del nuovo club si concluse con un ottavo posto. L'anno seguente i biancoverdi occuparono i vertici della classifica pressoché per tutta la stagione, centrando la promozione in terza serie. Con la ristrutturazione dei campionati, avvenuta al termine dell'annata 2005, la Division 2 divenne la nuova quarta serie nazionale, pertanto la squadra si trovò un gradino più in basso.
Nel 2009 l'Hammarby TFF, allenato da Roger Franzén, si classificò al primo posto del suo raggruppamento di Division 2 e risalì in terza serie, categoria ribattezzata nel frattempo Division 1. Un anno dopo la squadra arrivò quarta, a 6 punti di distanza dal piazzamento valido per i play-off promozione. Nel frattempo, nel settembre del 2010, lo stesso Franzén venne chiamato alla guida dell'Hammarby in Superettan.
La stagione 2011 vide invece i biancoverdi chiudere la Division 1 di quell'anno all'ultimo posto in classifica con 18 punti ottenuti e 61 gol subiti in 26 partite. A fine anno la dirigenza, complici anche alcuni cambiamenti di regole per i prestiti, scelse di cessare le attività dell'Hammarby TFF, sostituendole con quelle di una tradizionale squadra Under-21.

### Prima rifondazione (2016-2020)
Nel 2016 l'Hammarby decise di dare nuova vita al progetto Hammarby Talang FF, ma inizialmente solo a livello giovanile.
A partire dalla stagione 2019, l'attività calcistica venne ripresa anche a livello senior prendendo il posto dell'Enskededalen FC in Division 5, ovvero il settimo livello del calcio svedese. In questo caso, molti dei giocatori in rosa erano esperti e avevano già fatto parte del club in passato. La squadra ha chiuso l'annata vincendo il campionato e conquistando di conseguenza la promozione in Division 4.
Dopo il campionato di Division 4 2020, concluso al decimo posto su 12 squadre, la dirigenza dell'Hammarby optò per una nuova riorganizzazione dell'Hammarby TFF.

### Ripartenza dal titolo del Frej (2021-presente)
Sin dal 2018, Hammarby e IK Frej avevano avviato una collaborazione che prevedeva il prestito in doppio tesseramento di alcuni giovani giocatori che non facevano parte dei titolari del club biancoverde.
In vista della stagione 2021, il Frej (che militava in Division 1 ma versava in una difficile situazione finanziaria) venne rinominato Hammarby Talangfotbollsförening (HTFF). Come colorazione della prima divisa venne scelto il giallonero, sia per richiamare i vecchi colori avuti dall'Hammarby tra il 1918 e il 1977 che per omaggiare quelli storici del Frej. Viceversa, il posto del vecchio Hammarby TFF in Division 4 venne preso dall'IK Frej. L'HTFF trascorse gran parte di quell'annata in zona retrocessione, ma finì per centrare la salvezza in extremis grazie a una rete di Moestafa El Kabir all'85' minuto dell'ultima giornata.

## Palmarès

### Competizioni nazionali
- Division 2: 1

2009